# خشونت نژادی دسته جمعی در ایالات متحده
در زمینه کلی نژادپرستی علیه سیاهپوستان آمریکایی و نژادپرستی در ایالات متحده، خشونت نژادی دسته جمعی در ایالات متحده شامل درگیری‌های قومیتی و شورش‌های نژادی، همراه با رویدادهایی مانند فهرست زیر بوده‌است:
- درگیری‌های اجتماعی مبتنی بر نژاد بین آمریکایی‌های سفیدپوست و آمریکایی‌های آفریقایی‌تبار که قبل از جنگ داخلی آمریکا رخ داد، اغلب در رابطه با تلاش شورش‌های بردگان، و درگیری‌های نژادی مشترک بین آمریکایی‌های سفیدپوست و آمریکایی‌های آفریقایی‌تبار در پس از جنگ نیز رخ داد و تنش‌هایی در طول دوره بازسازی ایالات متحده و تلاش‌های بعدی برای سرکوب حق رأی سیاهان و ایجاد قوانین جیم کرو نیز وجود داشت.
- درگیری بین پروتستان‌ها و مهاجران کاتولیک اخیر از ایرلند و آلمان در قرن ۱۹ میلادی
- حملات به سرخ‌پوستان ایالات متحده آمریکا و سفیدپوستان آمریکایی در جریان درگیری‌ها بر سر مالکیت زمین اتفاق افتاد (همچنین نگاه کنید به: جنگ‌های سرخ‌پوستان، نسل‌کشی کالیفرنیا و فهرست قتل‌عام‌های سرخپوستان)
- درگیری‌های مکرر در میان اعضای گروه‌های قومی مختلف در شهرهای بزرگ، به ویژه در شمال شرقی ایالات متحده و غرب میانه ایالات متحده در اواخر قرن ۱۹ و اوایل قرن ۲۰، مانند خشونت قومی بین پورتوریکویی‌ها و ایتالیایی‌ها در شهر نیویورک.
- خشونت ضد مهاجران، به ویژه خشونت ضد کاتولیک که کاتولیک‌ها را در قرن نوزدهم هدف قرار داد.
- خشونت ضد مهاجران، به ویژه خشونت هیسپانوفوبیک که آمریکایی‌های لاتین را در طول قرن بیستم هدف قرار داده‌است.
- دو الگوی همزمان اما متمایز از اعتراضات که در دوران حقوق مدنی سیاه‌پوستان رخ داد شامل موارد زیر هستند: اعتراضات نژادی که در طول تظاهرات و اعتراضاتی مانند ناآرامی که در راهپیمایی مارکیت پارک ایلینوی در اوت ۱۹۶۶ رخ داد و ناآرامی که در طول قیام گرینزبورو در سال ۱۹۶۹، «Ghetto riots in the United States (1964–1969)»، «Long hot summer of 1967» و اعتراضات شکل گرفته پس از قتل مارتین لوتر کینگ جونیور نیز از نمونه اعتراضات نژادی در این دوره هستند.

## تاریخچه

### پاکسازی نژادی و قومی
پاکسازی نژادی و قومی در دوره زمانی خاصی در تاریخ ایالات متحده در مقیاس وسیعی به ویژه در برابر سرخ‌پوستان آمریکایی انجام شده و سرخپوستان به زور از سرزمین‌های خود خارج شدند و به مناطق اختصاصی سرخپوستی منتقل شدند. همراه با سرخپوستان آمریکا، چینی آمریکایی‌ها در شمال غربی اقیانوس آرام و آمریکایی‌های آفریقایی‌تبار در سراسر ایالات متحده جمع‌آوری و از شهرهایی که تحت تهدید حکومت اوباش بودند بیرون رانده شدند. اوباش سفیدپوست اغلب قصد داشتند به اهداف آمریکایی آفریقایی‌تبار خود آسیب برسانند.

### نسل‌کشی مردمان بومی کالیفرنیا
پس از تبدیل کالیفرنیا به یک ایالت، دولت ایالتی کالیفرنیا به معدنچیان، دامداران، شبه نظامیان و شهرک‌نشینان مردمی برای بردگی، ربودن یا قتل بخش عمده‌ای از بومیان کالیفرنیا، که گاهی با تحقیر از آنها با عنوان انگلیسی «Diggers» به دلیل سنت خوردن ریشه گیاهان اشاره می‌شد. پیتر برنت، فرماندار کالیفرنیا در سال ۱۸۵۱ میلادی پیش‌بینی می‌کرد که جنگ ریشه‌کنی بومیان تا انقراض نسل بومیان آمریکا ادامه پیدا می‌کند.

### خشونت ضد مهاجر
شورش‌هایی که با «نژاد» تعریف می‌شوند حداقل از قرن هجدهم بین گروه‌های قومی در ایالات متحده رخ داده‌است و ممکن است قبل از آن نیز رخ داده باشد. در اوایل تا اواسط قرن ۱۹ میلادی، شورش‌های خشونت آمیزی بین «بومی گرایان» پروتستان و مهاجران کاتولیک ایرلندی اخیراً وارد شده به خاک آمریکا رخ داد.

### دوره بازسازی ایالات متحده (۱۸۶۳–۱۸۷۷)
با پایان یافتن جنگ داخلی آمریکا، نیروهای سیاسی ضد برده داری خواهان حقوقی برای بردگان سابق شدند. این روند منجر به تصویب متمم‌های ۱۴ و ۱۵ قانون اساسی ایالات متحده شد و از منظر نظری و حقوقی به مردان آفریقایی-آمریکایی و سایر اقلیت‌ها برابری و حق رای اعطا کرد. اگرچه دولت فدرال آمریکا در ابتدا نیروهای خود را در جنوب مستقر کرد تا از این آزادی‌های جدید محافظت کند، اما این روند دوام چندانی نداشت.

### از سال ۱۹۹۰ میلادی به بعد
- ۱۹۹۰: شورش وین‌وود
- ۱۹۹۱: شورش Crown Heights
- ۱۹۹۱: اورتاون، میامی
- ۱۹۹۱: ۱۹۹۱ شورش واشینگتن دی سی
- ۱۹۹۲: شورش ۱۹۹۲ لس آنجلس

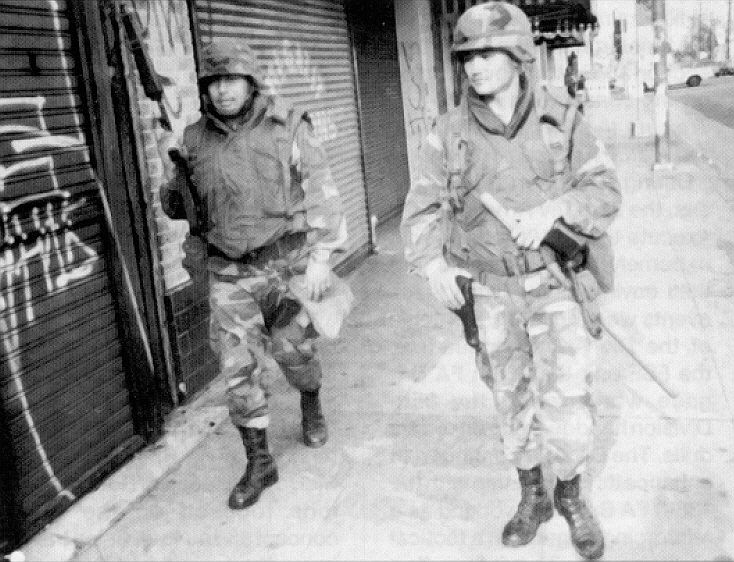
گشت گارد ملی پس از شورش‌های ۱۹۹۲ در لس آنجلس

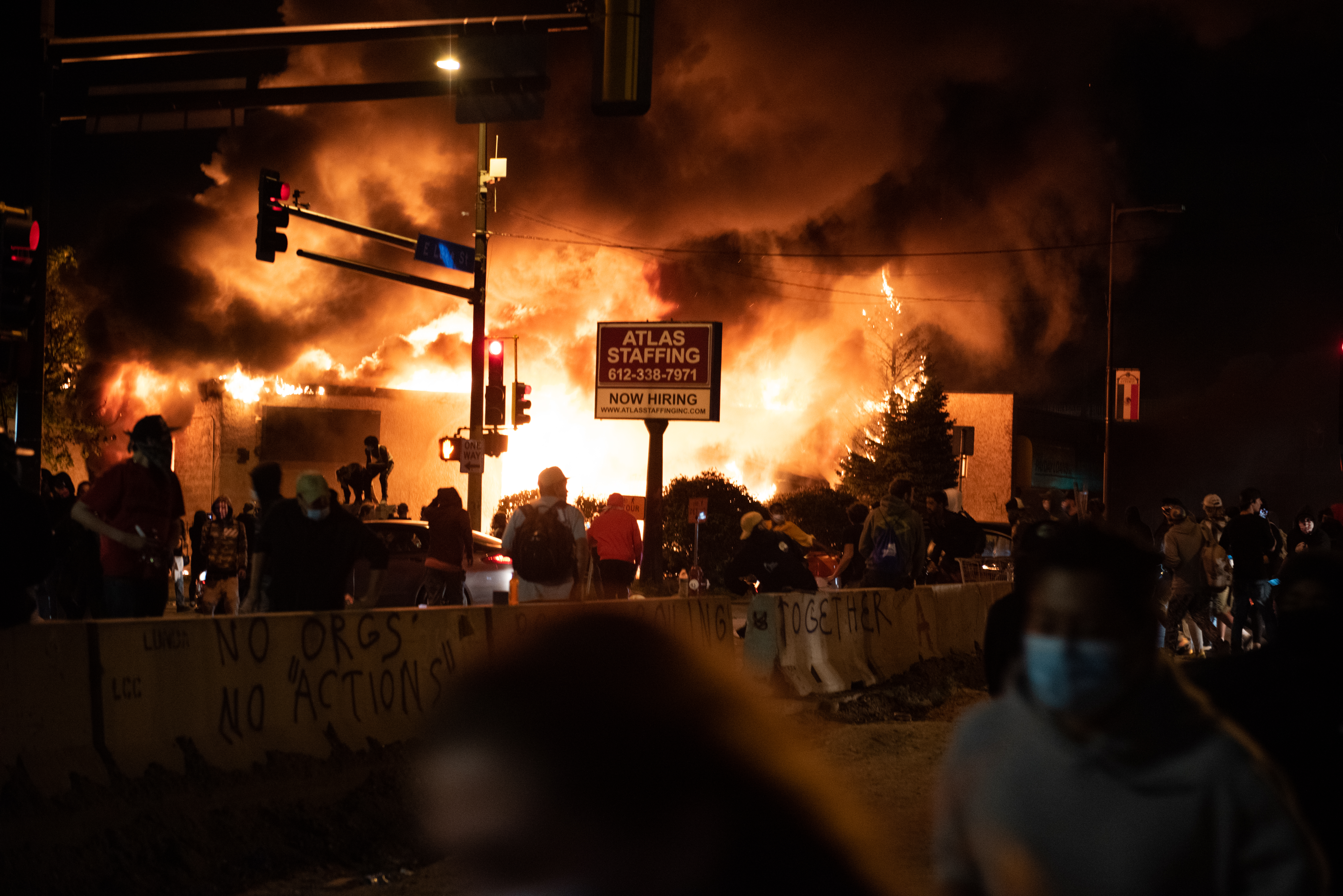
آشوبگران در مینیاپولیس، مینه سوتا در جریان ناآرامی‌های نژادی ۲۰۲۰–۲۰۲۳ در سال ۲۰۲۰

- ۱۹۹۲: شورش‌های غرب لاس وگاس، ۲۹ آوریل، لاس وگاس، نوادا
- ۱۹۹۲: ۱۹۹۲ شورش واشینگتن هایتس، ۴ تا ۷ ژوئیه، منهتن، نیویورک، جامعه دومینیکن
- ۱۹۹۶: شورش سن پترزبورگ، فلوریدا در سال ۱۹۹۶، ناشی از تظاهرات علیه پیش‌داوری‌های نژادی و خشونت پلیس.
- ۲۰۰۱: ۲۰۰۱ شورش‌های سینسیناتی - آوریل - در بخش آفریقایی-آمریکایی اوور راین.
- ۲۰۰۹: اوکلند، کالیفرنیا - شورش‌ها پس از تیراندازی پلیس بارت به اسکار گرانت .
- ۲۰۱۲: شورش آناهیم، کالیفرنیا - به دنبال تیراندازی دو مرد اسپانیایی‌تبار
- ۲۰۱۴: ناآرامی‌های فرگوسن، MO - شورش‌های پس از تیراندازی به مایکل براون
- ۲۰۱۵: شورش‌های بالتیمور ۲۰۱۵ - شورش‌های پس از مرگ فردی گری
- ۲۰۱۵: ناآرامی‌های فرگوسن - شورش‌های پس از سالگرد تیراندازی به مایکل براون
- ۲۰۱۶: شورش‌های میلواکی ۲۰۱۶ - شورش‌های پس از تیراندازی مرگبار به سیلویل اسمیت ۲۳ ساله.
- ۲۰۱۶: شورش شارلوت، ۲۰ تا ۲۱ سپتامبر - شورش‌ها در پاسخ به تیراندازی پلیس به کیث لامونت اسکات آغاز شد.
- ۲۰۱۷: حمله به دی آندره هریس، ۱۲ آگوست - افراط گرایان راست افراطی باعث حمله به دی آندره هریس در طول گردهمایی اتحاد راست‌گرایان در شارلوتزویل، ویرجینیا شدند.
- ۲۰۲۰–۲۰۲۲: ۲۰۲۰–۲۰۲۲ ناآرامی‌های نژادی ایالات متحده - تظاهرات مداوم ناشی از قتل جورج فلوید، ناآرامی‌های متعددی در شهرهای دیگر رخ داد.
- ۲۰۲۱: ۹ مه تا ژوئن ۲۰۲۱، در بحبوحه بحران ۲۰۲۱ اسرائیل و فلسطین، ایالات متحده شاهد افزایش یهودی‌ستیزی و خشونت علیه یهودیان بود، زیرا معترضان طرفدار اسرائیل و فلسطین به خیابان‌های شهرهای بزرگ ایالات متحده آمدند.[۱۳] در ۲۰ مه، در میدتاون منهتن، معترضان طرفدار اسرائیل و فلسطین هر دو به خیابان‌ها ریختند. دو گروه با هم برخورد کردند و درگیری شروع شد. به گفته پلیس، حداقل ۲۶ نفر در جریان اعتراضات به اتهامات مختلف از جمله ممانعت از اداره دولتی، مقاومت در برابر دستگیری، تجمع غیرقانونی، اخلال در رفتار و داشتن سلاح مجرمانه دستگیر شدند. در جریان خشونت، مهاجمان یهودستیز یک مرد یهودی را مورد ضرب و شتم قرار دادند.[۱۴] همچنین در ۲۰ مه در بال هاربر، فلوریدا، یک خودروی شاسی بلند حامل چهار طرفدار فلسطین از کنار کنیسه ای عبور کرد و به سمت یک خانواده یهودی زباله پرتاب کرد. یک راننده در همان حوالی که به اسلحه مسلح شده بود شاهد ماجرا بود و به دفاع از خانواده پرداخت و مردان را بدرقه کرد. در یک حادثه جداگانه، مردی در میامی با خودروی ون رنگ آمیزی شده با نمادهای نازی از مقابل تظاهرات طرفدار اسرائیل گذشت و فریاد توهین‌های یهودستیزانه سر داد. این مرد متعاقباً دستگیر و سپس آزاد شد.[۱۵]